# 高松市立高松第一小学校・中学校

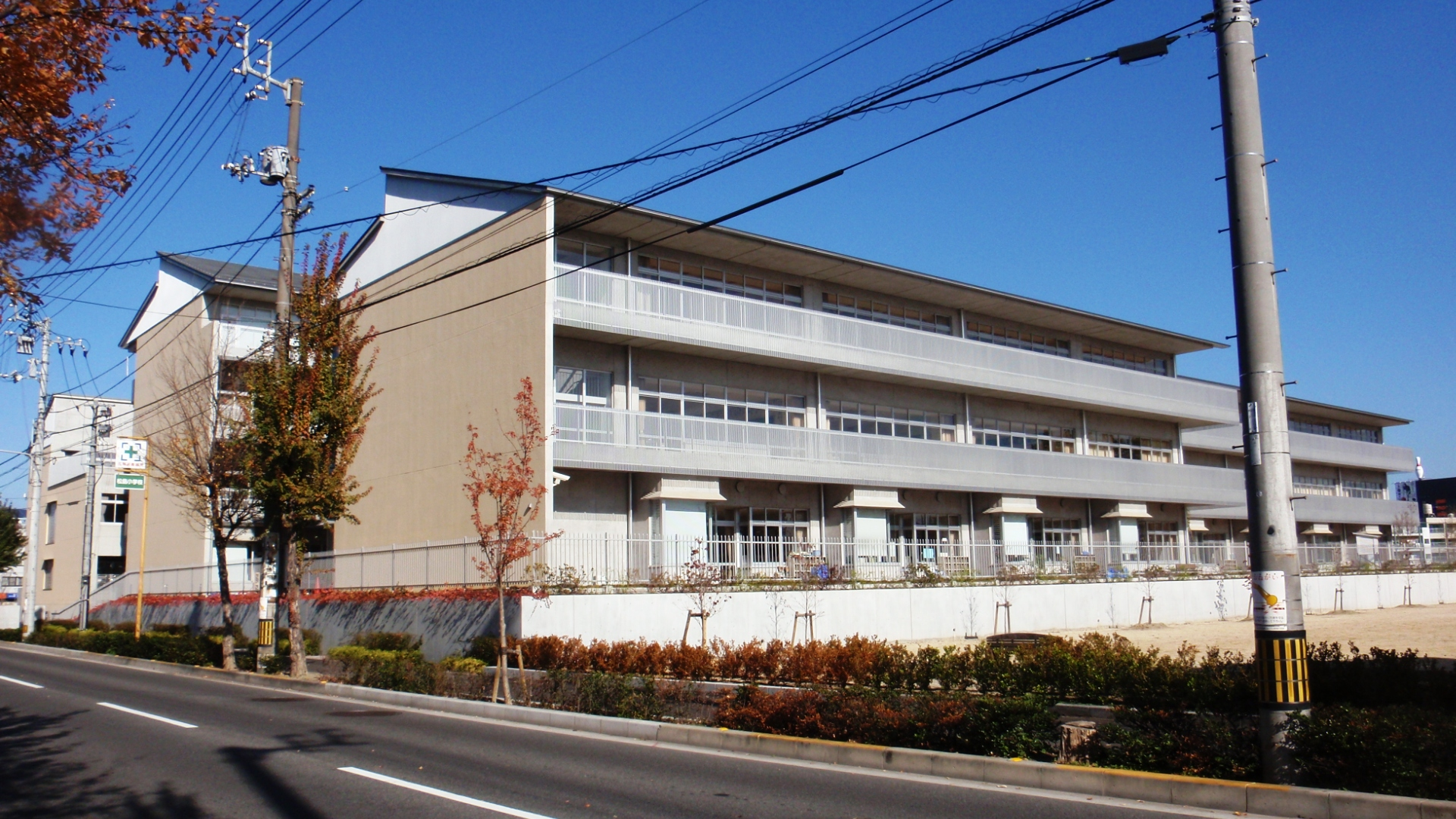
校舎棟

高松市立 高松第一小学校・高松第一中学校（たかまつしりつ たかまつだいいちしょうがっこう・ちゅうがっこう）は、香川県高松市松島町二丁目にある公立小中一貫校。愛称は「高松第一学園」（たかまつだいいちがくえん）。

## 概要
高松市中心部（本庁地区）の東部に位置する中学校である。また、四国地方初の施設一体型小中一貫校である。

## 学校データ
| 中学校 - 生徒数：332人（2011年度） 学校施設（2010年5月1日時点） - 普通教室：15教室 - 特別教室：16教室 - 校舎面積：6127m2 - 体育館面積：1866m2 服装規定 - 制服：あり（通年必用） | 小学校 - 児童数：624人（2011年度） 学校施設（2010年5月1日時点） - 普通教室：28教室 - 特別教室：10教室 - 校舎面積：7395m2 - 体育館面積：1436m2 服装規定 - 制服：あり（通年必用） |

## 歴史
高松市中心部の複数の小中学校が少子化による生徒・児童数減少を受けて、小中一貫校として統合されたものである。中学校は2009年に旧高松市立城内中学校と旧高松市立光洋中学校を合併、小学校は翌年2010年に旧高松市立新塩屋町小学校、旧高松市立築地小学校、旧高松市立松島小学校を合併し開校した。なお、学校跡地が本校の一部となる旧松島小の児童は前年度より新校舎を使用していた。
校名決定前の仮称は「新設統合第一小中学校」で、現校名はその「第一」がそのまま使われたことになる。

### 年表
- 2009年（平成21年）4月1日 - 中学校が開校。
- 2010年（平成22年）4月1日 - 小学校が開校。

### 全校生徒・児童数の推移
| 中学校 - 2009年度：341人 - 2010年度：343人（+2人） - 2011年度：332人（-11人） | 小学校 - 2009年度：-人 - 2010年度：618人 - 2011年度：624人（+6人） |

## 教育目標
夢に向かってたくましく挑戦する意欲をもった人づくり
生徒像・児童像
- たくましい子
- やさしい子
- かんがえる子

## 校歌
歌詞は合併前の5校の児童生徒から募った言葉を編集したもので、名義は「校歌作成委員会」。作曲は高松第一高等学校教諭の大山晃。

## 通学区域
通学区域は高松市本庁地区の一部。高松市中心部の東部一帯にあたる。また、女木町は中学校のみが校区になっている。
小学校・中学校共通
- 高松市
  - 観光町503番地（13～16、18）、505番地（1、5～7、9）、509番地1、510番地～538番地、539番地（1、5）
  - 松島町
  - 福岡町一丁目～四丁目
  - 松福町一丁目～二丁目
  - 多賀町三丁目1番～6番、8番～12番、16番
  - 松島町一丁目～三丁目
  - 御坊町
  - 福田町
  - 古馬場町
  - 塩屋町
  - 築地町
  - 瓦町一丁目・二丁目
  - 常磐町一丁目
  - 八坂町
  - 塩上町一丁目1番～7番
  - 塩上町二丁目・三丁目
  - 北浜町
  - 本町
  - 丸の内12番、13番
  - 内町4番、5番
  - 片原町
  - 百間町
  - 大工町
  - 今新町
  - 鶴屋町
  - 通町
  - 東浜町一丁目
  - 城東町一丁目・二丁目
  - 井口町
  - 末広町
  - 朝日町一丁目～六丁目
  - 朝日新町

中学校のみ
- 高松市
  - 女木町

2008年度から観光町503番地（13～16、18）、505番地（1、5～7、9）、509番地1、510番地～538番地、539番地（1、5）及び松島町が玉藻中学校から旧光洋中学校（当校の統合校の一つ）の校区へと変更になったため、経過措置としてこれらの地域に住む者は変更前の玉藻中学校への通学が認められている。また、逆に2008年度から錦町一丁目1番、2番、5番、6番、番町一丁目1～9番、玉藻町、丸の内1～11番、内町1～3番、6番、7番、寿町一丁目、寿町二丁目、西の丸町、西内町、丸亀町、兵庫町、古新町、磨屋町、紺屋町、鍛冶屋町は旧城内中学校（当校の統合校の一つ）から紫雲中学校へと変更になったため、経過措置として変更前の旧城内中学校の統合先である当校への通学が認められている。

## 進学前小学校
当校は小中一貫校ではあるものの、小学校は女木島が女木小学校の校区となっている。ただし、2005年度以降は同校に在籍児童はおらず休校中であるため、事実上小学校から中学校への完全エスカレーター式になっている。
- 高松市立女木小学校（休校中）

## 校区内の主な施設
- 国道11号高松北バイパス
- ことでん瓦町駅・今橋駅・松島二丁目駅・沖松島駅
- 香川県立高松商業高等学校
- 高松中央高等学校
- 香川県立体育館
- 高松市総合体育館
- たかまつミライエ
- 高松競輪場
- 高松刑務所
- 香川県高松合同庁舎
- 常磐町商店街・ライオン通商店街・片原町商店街
- コトデン瓦町ビル（瓦町FLAG）
- イオン高松東店
- 北浜alley
- 高松市北消防署朝日分署

## 交通
- ことでん志度線「松島二丁目駅」より徒歩5分（0.4km）